# Llista d'asteroides troians (camp troià)
Llista dels asteroides troians de Júpiter que orbiten al Sol al punt de Lagrange L₅, situat 60° per darrere del planeta. També és conegut com a grup de Patroclus, per ser l'asteroide més gran del grup, encara que aquest heroi grec milités al camp contrari en la Ilíada. El nom de tots els asteroides del punt L ₅ que tenen nom propi és el d'un dels participant en l'exèrcit troià de la guerra de Troia, excepte (617) Pàtrocle, ja que el nom fou adjudicat abans d'aquesta convenció. En compensació, també l'asteroide (624) Hèctor és una denominació troiana d'un asteroide situat al camp grec, o punt de Lagrange (L ₄).
- (617) Pàtrocle
- (884) Priamus
- (1172) Äneas
- (1173) Anchises
- (1208) Troilus
- (1867) Deiphobus
- (1870) Glaukos
- (1871) Astyanax
- (1872) Helenos
- (1873) Agenor
- (2207) Antenor
- (2223) Sarpedon
- (2241) Alcathous
- (2357) Phereclos
- (2363) Cebriones
- (2594) Acamas
- (2674) Pandarus
- (2893) Peiroos
- (2895) Memnon
- (3240) Laocoon
- (3317) Paris
- (3451) Mentor
- (3708) 1974 FV1
- (4348) Poulydamas
- (4707) Khryses
- (4708) Polydoros
- (4709) Ennomos
- (4715) 1989 TS1
- (4722) Agelaos
- (4754) Panthoos
- (4791) Iphidamas
- (4792) Lykaon
- (4805) Asteropaios
- (4827) Dares
- (4828) Misenus
- (4829) Sergestus
- (4832) Palinurus
- (4867) Polites
- (5119) 1988 RA1
- (5120) Bitias
- (5130) Ilioneus
- (5144) Achates
- (5233) 1988 RL10
- (5257) 1988 RS10
- (5476) 1989 TO11
- (5511) Cloanthus
- (5637) Gyas
- (5638) Deikoon
- (5648) 1990 VU1
- (5907) 1989 TU₅
- (6002) 1988 RO
- (6443) 1988 RH₁₂
- (6997) Laomedon
- (6998) Tithonus
- (7352) 1994 CO
- (7815) Dolon
- (9023) Mnesthus
- (9030) 1989 UX₅
- (9142) Rhesus
- (9430) Erichthonios
- (11089) 1994 CS₈
- (11273) 1988 RN11
- (11275) 1988 SL₃
- (11487) 1988 RG10
- (11488) 1988 RM11
- (11509) Thersilochos
- (11552) Boucolion
- (11554) Asios
- (11663) 1997 GO24
- (11869) 1989 TS₂
- (11887) Echemmon
- (12052) Aretaon
- (12126) 1999 RM11
- (12242) Koon
- (12444) Prothoon
- (12649) Ascanios
- (12929) 1999 TZ1
- (13402) 1999 RV165
- (15502) 1999 NV27
- (15977) 1998 MA11
- (16070) 1999 RB101
- (16428) 1988 RD₁₂
- (16560) 1991 VZ₅
- (16667) 1993 XM1
- (16956) 1998 MQ11
- (17171) 1999 NB38
- (17172) 1999 NZ41
- (17314) Aisakos
- (17365) 1978 VF11
- (17414) 1988 RN10
- (17415) 1988 RO10
- (17416) 1988 RR10
- (17417) 1988 RY10
- (17418) 1988 RT₁₂
- (17419) 1988 RH13
- (17420) 1988 RL13
- (17421) 1988 SW1
- (17423) 1988 SK₂
- (17424) 1988 SP₂
- (17442) 1989 UO₅
- (17492) Hippasos
- (18037) 1999 NA38
- (18046) 1999 RN116
- (18054) 1999 SW₇
- (18137) 2000 OU30
- (18228) Hyperenor
- (18268) Dardanos
- (18278) Drymas
- (18281) Tros
- (18282) Ilos
- (18493) 1996 HV9
- (18940) 2000 QV49
- (18971) 2000 QY177
- (19018) 2000 RL100
- (19020) 2000 SC₆
- (19844) 2000 ST317
- (22180) 2000 YZ
- (22808) 1999 RU₁₂
- (23463) 1989 TX11
- (23549) 1994 ES₆
- (23694) 1997 KZ₃
- (23987) 1999 NB63
- (24018) 1999 RU134
- (24022) 1999 RA144
- (24444) 2000 OP32
- (24446) 2000 PR25
- (24448) 2000 QE42
- (24449) 2000 QL63
- (24451) 2000 QS104
- (24452) 2000 QU167
- (24453) 2000 QG173
- (24454) 2000 QF198
- (24456) 2000 RO25
- (24458) 2000 RP100
- (24459) 2000 RF103
- (24467) 2000 SS165
- (24470) 2000 SJ310
- (24471) 2000 SH313
- (24472) 2000 SY317
- (25344) 1999 RN72
- (25347) 1999 RQ116
- (25883) 2000 RD88
- (29196) 1990 YY
- (29314) 1994 CR18
- (29603) 1998 MO44
- (29976) 1999 NE9
- (29977) 1999 NH11
- (30498) 2000 QK100
- (30499) 2000 QE169
- (30504) 2000 RS80
- (30505) 2000 RW82
- (30506) 2000 RO85
- (30508) 2000 SZ130
- (30698) Hippokoon
- (30704) Phegeus
- (30705) Idaios
- (30708) Echepolos
- (30791) 1988 RY11
- (30792) 1988 RP₁₂
- (30793) 1988 SJ₃
- (30806) 1989 UP₅
- (30807) 1989 UQ₅
- (30942) 1994 CX13
- (31037) 1996 HZ25
- (31342) 1998 MU31
- (31344) 1998 OM₁₂
- (31806) 1999 NE11
- (31814) 1999 RW70
- (31819) 1999 RS150
- (31820) 1999 RT186
- (31821) 1999 RK225
- (32339) 2000 QA88
- (32356) 2000 QM124
- (32370) 2000 QY151
- (32396) 2000 QY213
- (32397) 2000 QL214
- (32420) 2000 RS40
- (32430) 2000 RQ83
- (32434) 2000 RW96
- (32435) 2000 RZ96
- (32437) 2000 RR97
- (32440) 2000 RC100
- (32451) 2000 SP25
- (32461) 2000 SP93
- (32464) 2000 SB132
- (32467) 2000 SL174
- (32471) 2000 SK205
- (32475) 2000 SD234
- (32478) 2000 SV289
- (32480) 2000 SG348
- (32482) 2000 ST354
- (32496) 2000 WX182
- (32499) 2000 YS11
- (32501) 2000 YV135
- (32513) 2001 OL31
- (32615) 2001 QU277
- (32720) Simoeisios
- (32726 Chromios
- (32794) 1989 UE₅
- (32811) Apisaon
- (34298) 2000 QH159
- (34521) 2000 SA191
- (34553) 2000 SV246
- (34642) 2000 WN₂
- (34746) 2001 QE91
- (34785) 2001 RG87
- (34835) 2001 SZ249
- (36425) 2000 PM₅
- (36624) 2000 QA157
- (36922) 2000 SN209
- (37519) Amphios
- (37572) 1989 UC₅
- (38257) 1999 RC13
- (39474) 1978 VC₇
- (42277) 2001 SQ51
- (45822) 2000 QQ116
- (47955) 2000 QZ73
- (47956) 2000 QS103
- (47957) 2000 QN116
- (47959) 2000 QP168
- (47962) 2000 RU69
- (47963) 2000 SO56
- (47964) 2000 SG131
- (47967) 2000 SL298
- (47969) 2000 TG64
- (48249) 2001 SY345
- (48252) 2001 TL212
- (48254) 2001 UE83
- (48373) Gorgythion
- (48438) 1989 WJ₂
- (48604) 1995 CV
- (48764) 1997 JJ10
- (48767) 1997 JG15
- (51339) 2000 OA61
- (51340) 2000 QJ₁₂
- (51344) 2000 QA127
- (51345) 2000 QH137
- (51346) 2000 QX158
- (51347) 2000 QZ165
- (51348) 2000 QR169
- (51350) 2000 QU176
- (51351) 2000 QO218
- (51354) 2000 RX25
- (51357) 2000 RM88
- (51359) 2000 SC17
- (51360) 2000 SZ25
- (51362) 2000 SY247
- (51364) 2000 SU333
- (51365) 2000 TA42
- (51910) 2001 QQ60
- (51935) 2001 QK134
- (51958) 2001 QJ256
- (51962) 2001 QH267
- (51969) 2001 QZ292
- (51984) 2001 SS115
- (51994 2001 TJ58
- (52273) 1988 RQ10
- (52275) 1988 RS₁₂
- (52278) 1988 SG₃
- (52511) 1996 GH₁₂
- (52567) 1997 HN₂
- (52767) 1998 MW41
- (53418) 1999 PY₃
- (53419) 1999 PJ₄
- (54581) 2000 QW170
- (54582) 2000 QU179
- (54596) 2000 QD225
- (54614) 2000 RL84
- (54625) 2000 SC49
- (54626) 2000 SJ49
- (54632) 2000 SD130
- (54634) 2000 SA132
- (54638) 2000 SC144
- (54643) 2000 SP283
- (54645) 2000 SR284
- (54646) 2000 SS291
- (54649) 2000 SE310
- (54652) 2000 SZ344
- (54653) 2000 SB350
- (54655) 2000 SQ362
- (54656) 2000 SX362
- (54672) 2000 WO180
- (55060) 2001 QM73
- (55267) 2001 RP132
- (55419) 2001 TF19
- (55441) 2001 TS87
- (55457) 2001 TH133
- (55460) 2001 TW148
- (55474) 2001 TY229
- (55496) 2001 UC73
- (55676 Klythios
- (55678) Lampos
- (55701) Ukalegon
- (55702) Thymoitos
- (56951) 2000 SK₂
- (56962) 2000 SW65
- (56968) 2000 SA92
- (56976) 2000 SS161
- (57013) 2000 TD39
- (57626) 2001 TE165
- (57644) 2001 TV201
- (57714) 2001 UY124
- (58008) 2002 TW240
- (58084) Hiketaon
- (58153) 1988 RH11
- (58931) 1998 MK47
- (61610) 2000 QK95
- (61896) 2000 QG227
- (62114) 2000 RV99
- (62201) 2000 SW54
- (62426) 2000 SX186
- (62692) 2000 TE24
- (62714) 2000 TB43
- (63923) 2001 SV41
- (63955) 2001 SP65
- (64030) 2001 SQ168
- (64270) 2001 TA197
- (64326) 2001 UX46
- (65590) Archeptolemos
- (67548) 2000 SL47
- (68444) 2001 RH142
- (68519) 2001 VW15
- (69437) 1996 KW₂
- (73641) 1977 UK₃
- (73677) 1988 SA₃
- (73795) 1995 FH₈
- (76804) 2000 QE
- (76809) 2000 QQ46
- (76812) 2000 QQ84
- (76819) 2000 RQ91
- (76820) 2000 RW105
- (76824) 2000 SA89
- (76826) 2000 SW131
- (76830) 2000 SA182
- (76834) 2000 SA244
- (76835) 2000 SH255
- (76836) 2000 SB310
- (76837) 2000 SL316
- (76838) 2000 ST347
- (76840) 2000 TU₃
- (76857) 2000 WE132
- (76867) 2000 YM₅
- (77860) 2001 RQ133
- (77891) 2001 SM232
- (77894) 2001 SY263
- (77897) 2001 TE64
- (77902) 2001 TY141
- (77906) 2001 TU162
- (77914) 2001 UE188
- (77916) 2001 WL87
- (80119) 1999 RY138
- (82055) 2000 TY40
- (84709) 2002 VW120